# ويليام كولمان (مؤرخ العلم)
ويليام كولمان (بالإنجليزية: William Coleman)‏ هو مؤرخ علوم أمريكي، ولد في 1934، وتوفي في 1988.